# Acantilados Llameantes

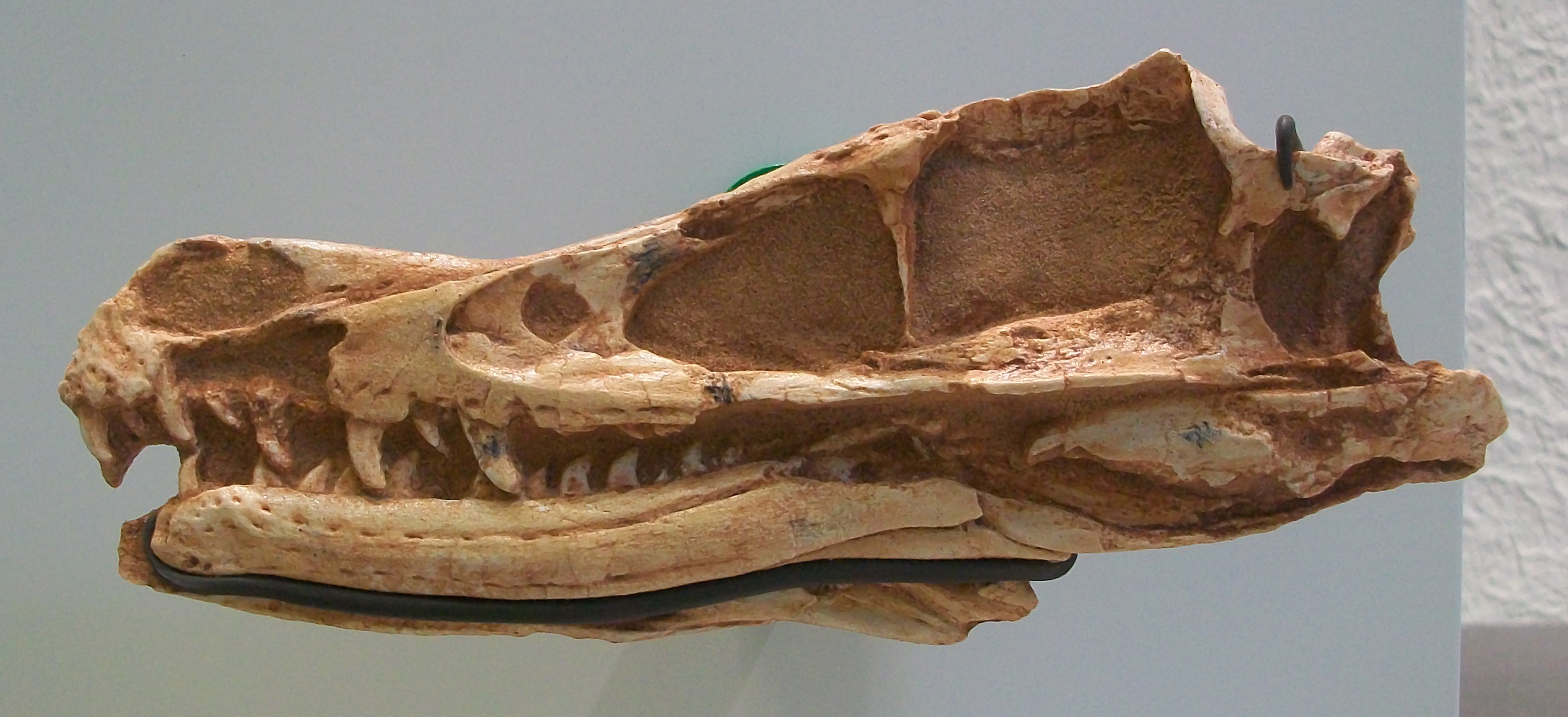
Cráneo del ejemplar AMNH 6515 (17 cm de longitud, aproximadamente), perteneciente a un Velociraptor mongoliensis. Encontrado en los Acantilados Llameantes por Henry Fairfield Osborn en 1924.

El sitio de Acantilados Llameantes (también conocido como Bayanzang (en chino, 巴彥扎格), Bain-Dzak o Bayn Dzak (en mongol, Баянзаг; significado: "abundante en saxaúl"), es una región del desierto de Gobi en la provincia de Ömnögovi de Mongolia, en el cual se han efectuado importantes hallazgos de fósiles. Su nombre fue dado por el paleontólogo estadounidense Roy Chapman Andrews, quien visitó el lugar en la década de 1920. El área es la más famosa por rendir el primer descubrimiento de huevos de dinosaurio. Otros hallazgos en el área incluyen especímenes de Velociraptor y mamíferos euterios.[cita requerida] La roca emite un color anaranjado que brilla intensamente, de ahí su apodo.